# Гата (блюдо)
Гата (арм. գաթա), кята (азерб. Kətə тур. Kete) — распространённая азербайджанская, армянская и турецкая восточная сладость, представляющая собой выпечку с начинкой из сливочного масла и сахара, либо сливочного масла и сахарной пудры. Одной из наиболее распространённых разновидностей является Карабахская гата (кята) — круглый пирог с начинкой из масла и сахара, который готовится по примерно одинаковому рецепт в армянских и азербайджанских семьях карабахского региона. Другие разновидности гаты (кяты) могут иметь вид булочек или пирожков различной формы.

## Армянская кухня. Упоминание в письменных источниках
Первое сохранившееся упоминание этого блюда в армянской кухне встречается у армянского баснописца и проповедника Вардана Айгекци (XII—XIII вв.), в басне «Свинья и гата». Этимология названия неизвестна. Схожесть с французским gâteau — пирожное, скорее всего случайная. Как возможная этимология предлагалось также производное от армянского կաթ [кат] — молоко, следовательно 'катай' — молочный, однако в трудах академика Р. Ачаряна эта версия опровергается.

## Азербайджанская кухня
В Азербайджане данное блюдо именуется кята. Исторически оно подавалось, в том числе, на традиционный праздник Новруз.

## Разновидности гаты (кяты) в Закавказье
- Бакинская
- Гянджинская
- Ереванская[3]
- Карабахская (Арцахская) гата (кята)
- Кироваканская[3] (караклисская)
- Ленинаканская[3] (гюмрийская, ширакская)
- Ордубадская
- Степанаванская[3] (гугарская)
- Нахичеванская

- Армянская гата из района древнего монастырского комплекса Гегард
- Армянская гата из Гегарда
- Кята (Гата) из Карабаха

## Турецкая кухня
Выпечка этого типа распространена также в восточных районах Турции, где турки до начала XX века проживали черезполосно с армянами.
В Турции известны, в частности, следующие разновидности гаты:
- Байбуртская гата (тур. Bayburt Ketesi) готовится в земляной печи gönme tandır. Содержит муку, молоко, масло, дрожжи, соль, пшеничную муку и яичный желток. В некоторых случаях имеет форму рулета.
- Карская гата (тур. Kars Ketesi) содержит обжаренную муку и домашнее масло.
- Эрзурумская гата (тур. Erzurum Ketesi) представляет собой квадратики слоёного теста, между которыми кладут грецкие орехи, обжарку из муки, сыр либо шоколад.
- Кайсерийская гата (тур. Kayseri Ketesi) может быть полой или в виде корзиночки (в последнем случае её обжаривают с мукой).

В Пософе готовят гату с халвой.